# Сіножать

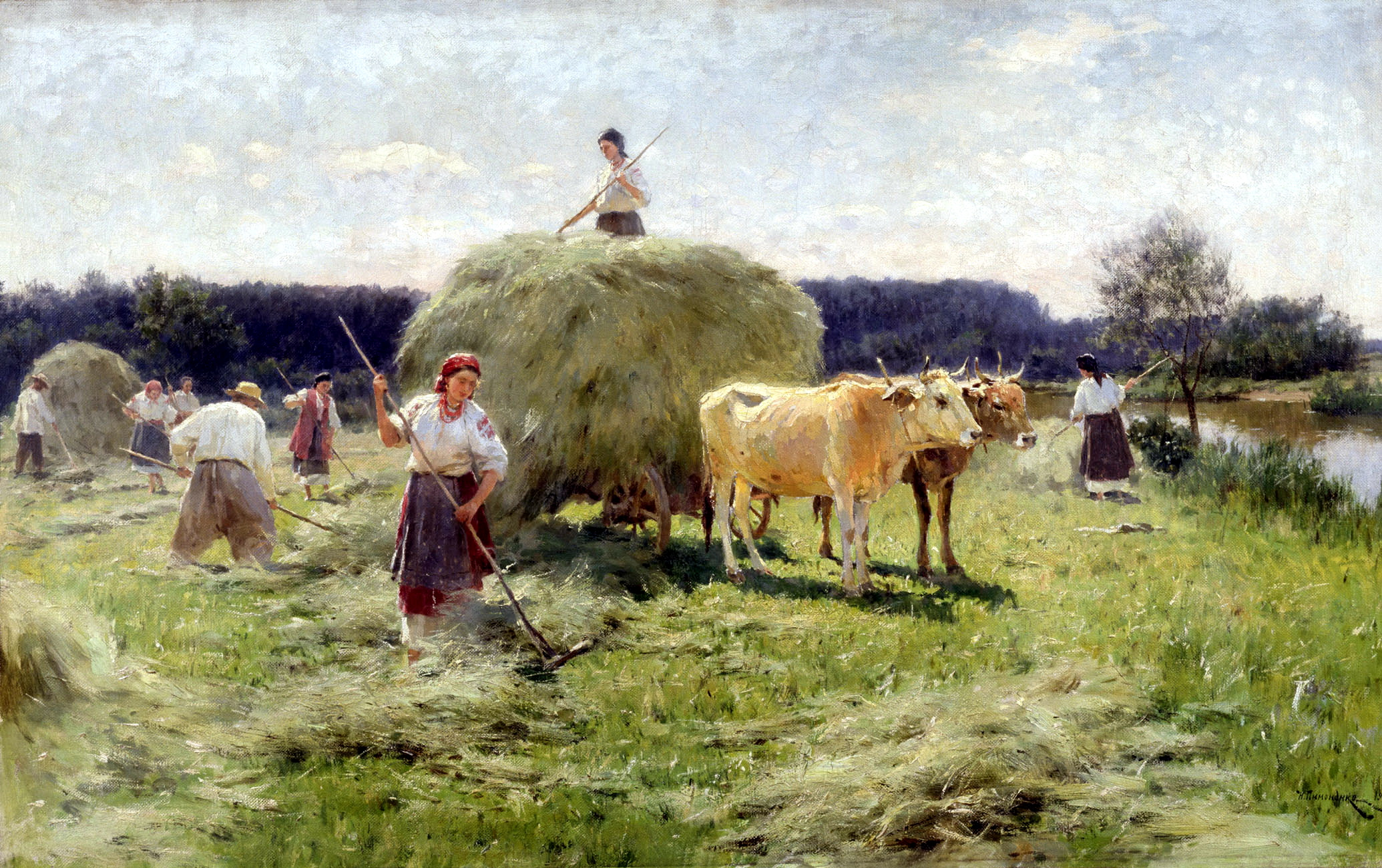
Микола Пимоненко. «Сінокіс», 1907

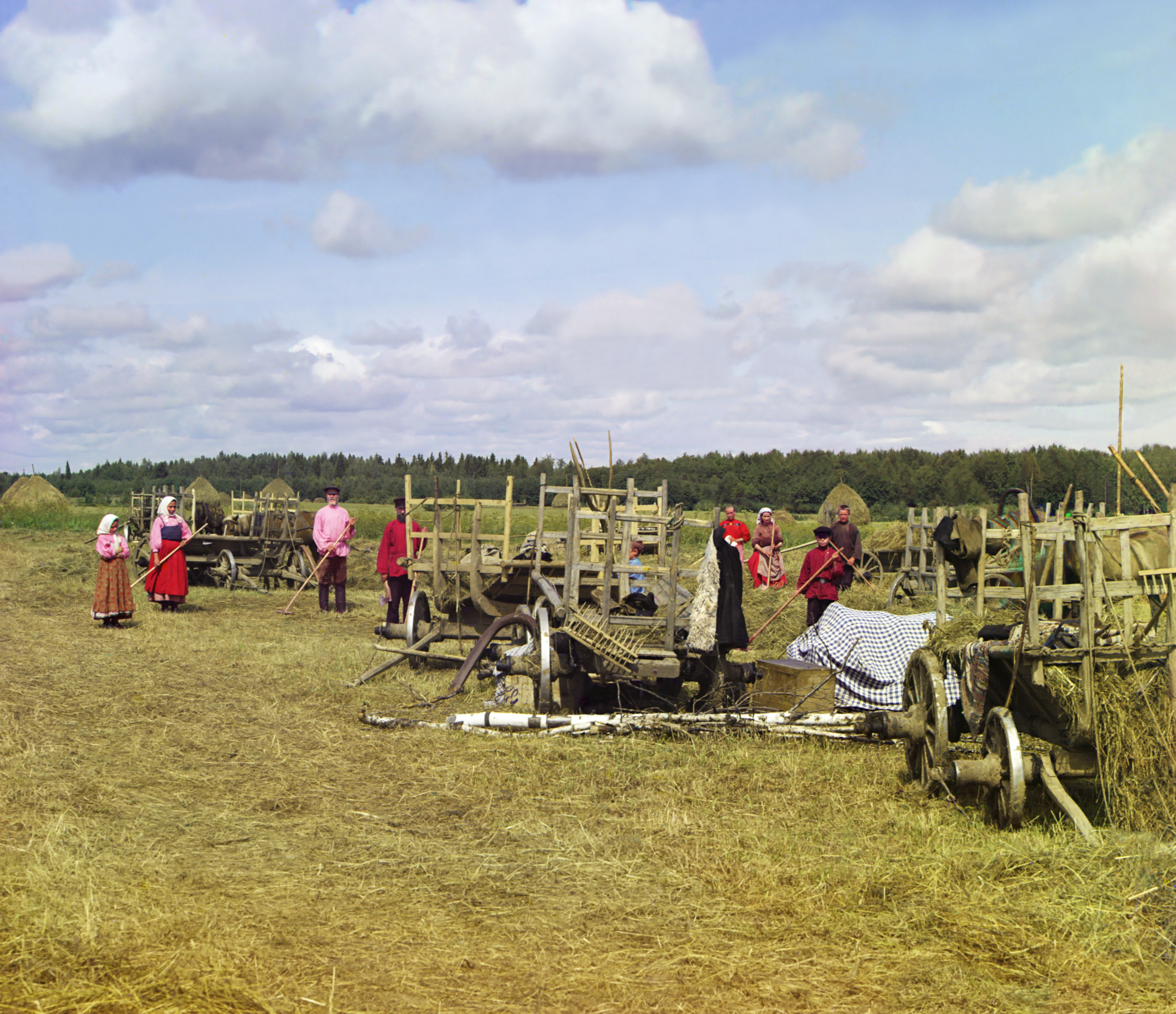
Перерва на косовиці. Фото С. М. Прокудіна-Горського, 1909 р.

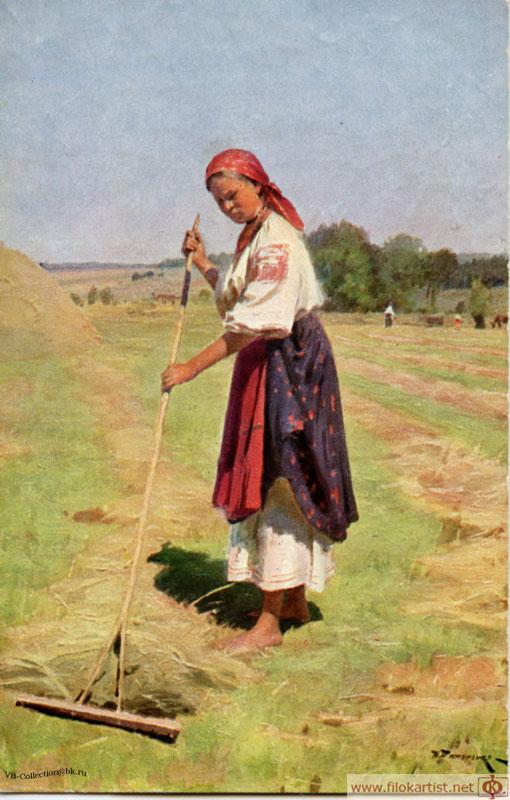
Валкування (картина М. Пимоненка «Дівчина з граблями»)

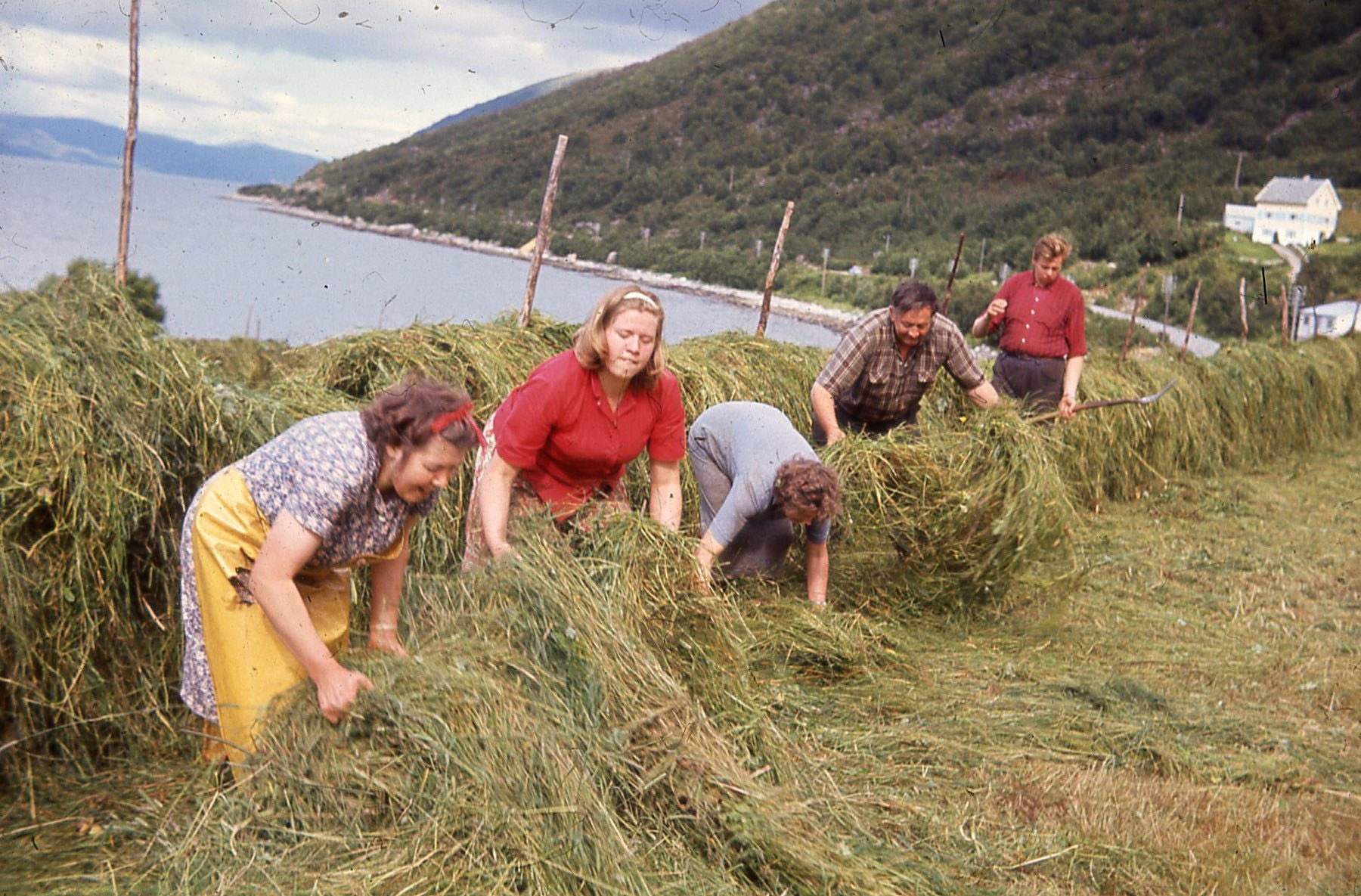
Копичення. Норвегія, 1966 р.

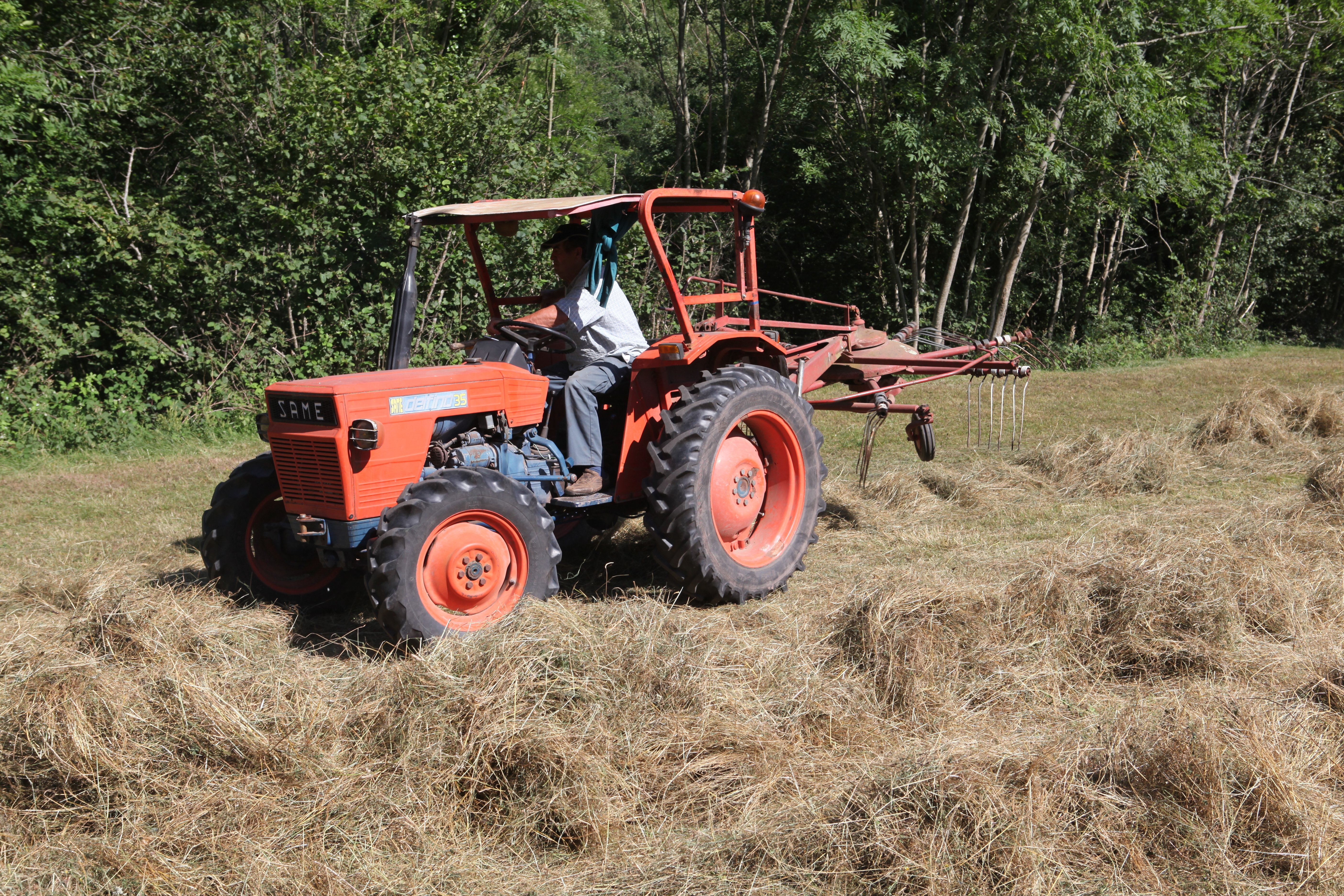
Трактор зі сіноворушилкою

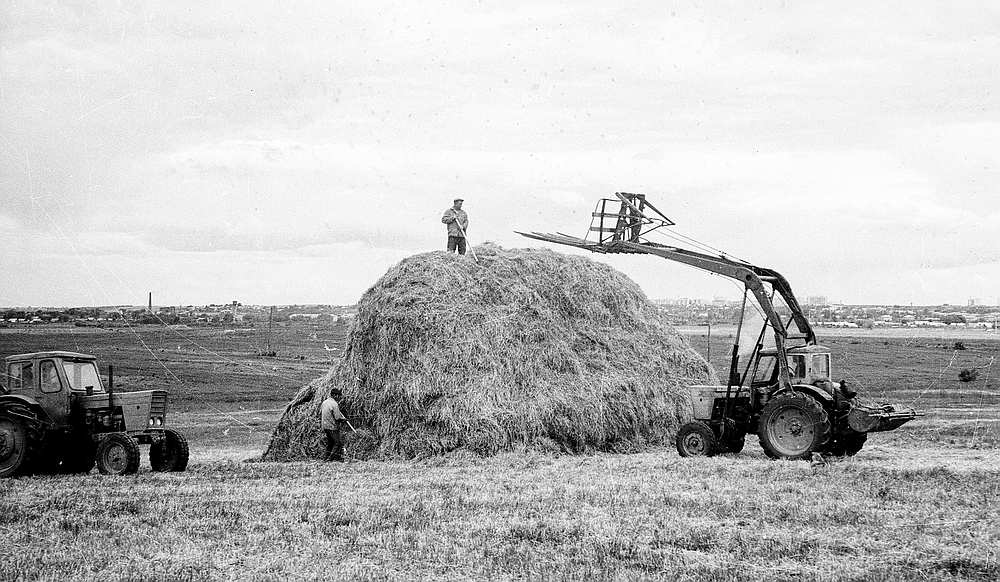
Трактор зі стогокладом. СРСР, 1979 р.

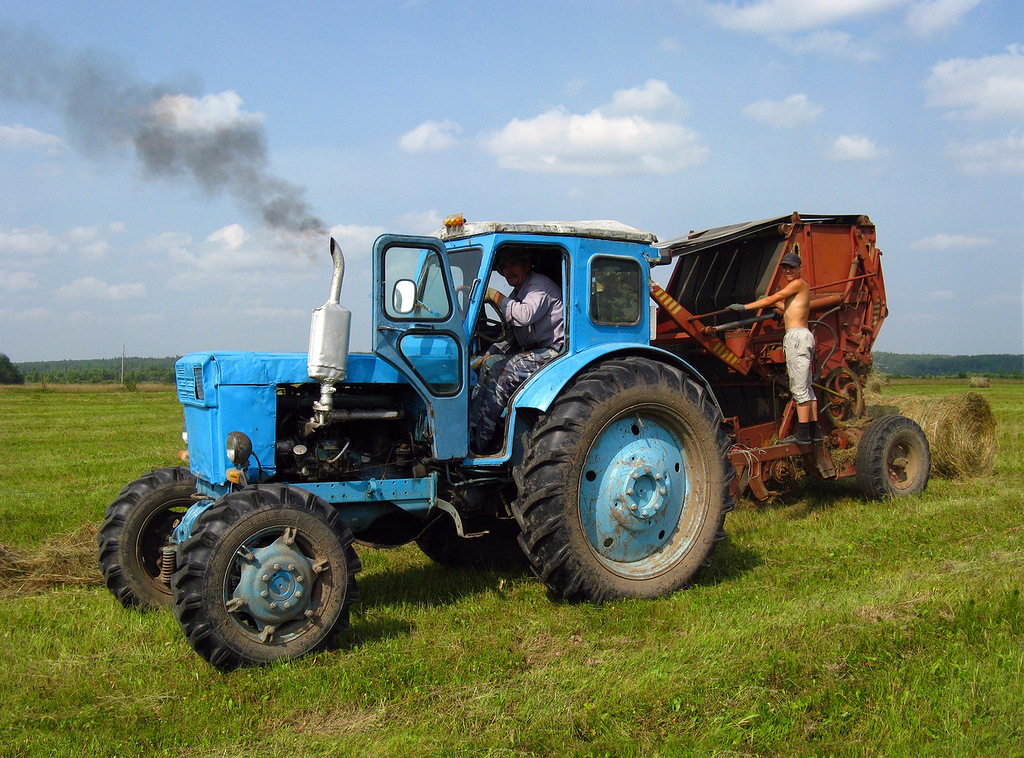
Трактор з прес-підбирачем для формування сінних тюків

Сіно́жа́ть, сінокі́с, косови́ця — косіння трави на сіно, а також час, період цього косіння.

## У традиційному господарстві
Сінокіс був важливою порою в житті хлібороба, бо сіно заготовляли на зиму для худоби, пов'язуючи з ним зимове благополуччя для родини. Сприятливими для заготівлі сіна є сонячні, погожі дні, а дощі були істотною проблемою, що й відбито в прислів'ях: «Як сіно косять, то дощів не просять», «Роби сіно в погоду, бо зогниє в негоду», «Не в дощ, а в годину сіно гребуть».
Ділянки, відведені окремим селянам для косіння трави, називались поко́сами. На свій покіс родина вирушала на весь день (якщо покіс був далеко від дому, могли влаштовувати й польовий табір, де жили кілька днів). Косити починали з самого ранку, коли ще не зійшла роса (казали: «Коси, коса, поки роса, а як роса додолу, то ми додому»). Зрізана косою трава лягала в широку смугу — прокі́с, покі́с, ручку. Підсохле сіно з кожного покосу згрібали дерев'яними граблями в довгу купу — вал, валок (це називається валкуванням). З валків потім складали маленькі стіжки — копиці (це називається копиченням), а з них — великі стоги, скирти (це називається стогуванням). У дощову погоду сіно доводилось укривати. Після закінчення косовиці сіно відвозили до сінників (сіновалів), складали під накриття-обороги.

## Сучасність
У сучасному сільському господарстві збирання сіна механізоване. Для різних операцій використовуються пристрої на тракторній тязі: сінокосарки, сіноворушилки, тракторні граблі, копичники (сінокопнувачі), стогоклади. Для перевезення готового сіна до місць зберігання застосовуються вантажівки, вантажні причепи до тракторів, а також спеціальні стоговози. Для компактності готове сіно можуть скочувати на полі в щільні згортки, перев'язані шпагатом — тюки (паки), за допомогою спеціальних машин — прес-підбирачів.

## Сінокісні угіддя
Сіножатями (сінокосами) також називають і сільськогосподарське угіддя — луки, рослинність яких постійно використовують на сіно. Це один з основних видів кормової бази для свійської худоби в післявегетаційний період та загалом при стійловому утриманні.
Рослинність сіножаті складається з різних видів багаторічних трав. Розрізняють сіножаті суходільні, заплавні (їх заливають весняні води річок) і заболочені (їх найбільше на Поліссі); серед двох перших виділяють природні (не поліпшені) та поліпшені сіножаті.
В Україні сіножаті займають 2,4 млн га (на всіх українських землях зо 3,5 мільйонів га) або 4 % загальної земельної площі і 5,6 % сільськогосподарських угідь.
Площа сінокосів до 1914 постійно скорочувалася, через поширення ріллі (за 1901 — 13 у 9 українських губерніях з 3,3 до 2,5 млн га).
Тепер найбільший відсоток сіножаті складають на Поліссі, Львівщині, Передкарпатті та в Карпатах — з 10 % загальної земельної площі; в Лісостепі з 5 %; в степу — 0,7 %.
Врожайність сіна на природних сіножатях 8–12 центнерів з 1 га, на поліпшених сягає 30–50 центнерів.

## Прислів'я
- Хто добре косить, той їсти не просить
- Як сіно косять, то дощів не просять
- Роби сіно в погоду, бо зогниє в негоду
- Не в дощ, а в годину сіно гребуть
- Язиком сіна не накосиш
- Під носом косовиця, а на розум не орано (про молодого, недосвідченого хлопця)
- Коли ще косовиця, а ми вже сіно возимо (про передчасний початок)
- Пішов на косовицю з собачкою
- Косять порою, а жують зимою